# Горещ сняг (роман)
Горещ сняг (на руски: Горячий снег) е роман от 1970 г. на Юрий Бондарев, чието действие се развива край Сталинград през декември 1942 г. Творбата се основава на реални исторически събития – опитът на германската група армии „Дон“ на фелдмаршал Ерих фон Манщайн да освободи 6-а армия на Фридрих Паулус, обкръжена при Сталинград. Битката, описана в романа, решава изхода на цялата Сталинградска битка. По романа режисьорът Гавриил Егиазаров заснема едноименен филм. През 1942 г. Юрий Бондарев лично участва в тази битка край река Мишкова и по тази причина някои наблюдатели считат романа за автобиографичен.

## Сюжет
Два артилерийски взвода под командването на командира на батареята лейтенант Дроздовски (взводовете се командват от съученици в артилерийското училище – лейтенанти Кузнецов и Давлатян), прехвърлени като противотанково подкрепление на стрелковия полк на майор Черепанов и отделен танков полк на Хохлов (като резерв), ще трябва да изпълни заповедта на командира – да се закрепи на линията на река Мишкова, за да ограничи атаката на германските танкови дивизии на Манщайн, които се втурват да спасяват армията на Паулус, обкръжена в района на Сталинград (57-и танков корпус, състоящ се от четири дивизии, включително две танкови дивизии от 400 – 450 немски танка). Цялата артилерия на началника на артилерията на армията генерал Ломидзе, с изключение на армията, е прехвърлена по заповед на командира на пехотни формирования за отблъскване на настъплението на германските танкове.
След битката от взвода на Кузнецов остават трима души, без да се брои самият той, и един пистолет. Войниците отблъскват настъплението на танковете на Вермахта повече от ден. Те попадат в обкръжение и остават само със 7 снаряда, които успяват да намерят близо до второто оръдие, смазано от танка. Но артилеристите успяват да издържат до момента, в който съветските войски започват контранастъпление и отблъсват германците.
На фона на битката се разкриват трудните отношения между двама лейтенанти – хора напълно различни по характер. Лейтенант Дроздовски мечтае за подвизи, иска да стане герой. Но в крайна сметка не той, а Кузнецов е предопределен да стане герой на битката.
В същото време има история за хора, които не са участвали пряко в битката, но са пряко свързани с нея – командирът на армията генерал Бесонов, полковият комисар Веснин, който е дълбоко вкоренен в своите подчинени, наскоро бившият батальон командир, командир на дивизия полковник Деев, началникът на контраразузнаването полковник Осин. Хора от „различни светове“ – кариерен военен персонал и политически работник – се оказват в една и съща сбруя, обединени от обща отговорност за изхода на битката.